# Tour de France de 1965
O Tour de France 1965 foi a º 1964. A corrida foi composta por 22 etapas, no total mais de 4177 km, foram percorridos com uma média de 35,886 km/h.

## Resultos

### Classificação Geral
| Pos | Nome                | País          | Equipa      | Tempo     |
| --- | ------------------- | ------------- | ----------- | --------- |
| 1   | Felice Gimondi      | Itália        | Salvarani   | 116:42:06 |
| 2   | Raymond Poulidor    | França        | Mercier-BP  | + 0:02:40 |
| 3   | Gianni Motta        | Itália        | Molteni     | + 0:09:18 |
| 4   | Henry Anglade       | França        | Pelforth    | + 0:12:43 |
| 5   | Jean-Claude Lebaube | França        | Ford-France | + 0:12:56 |
| 6   | José Perez-Frances  | Espanha       |             | + 0:13:15 |
| 7   | Guido De Rosso      | Itália        |             | + 0:14:48 |
| 8   | Frans Brands        | Bélgica       |             | + 0:17:36 |
| 9   | Jan Janssen         | Países Baixos |             | + 0:17:52 |
| 10  | Francisco Gabica    | Espanha       |             | + 0:19:11 |